# クレイジー・イン・ラブ

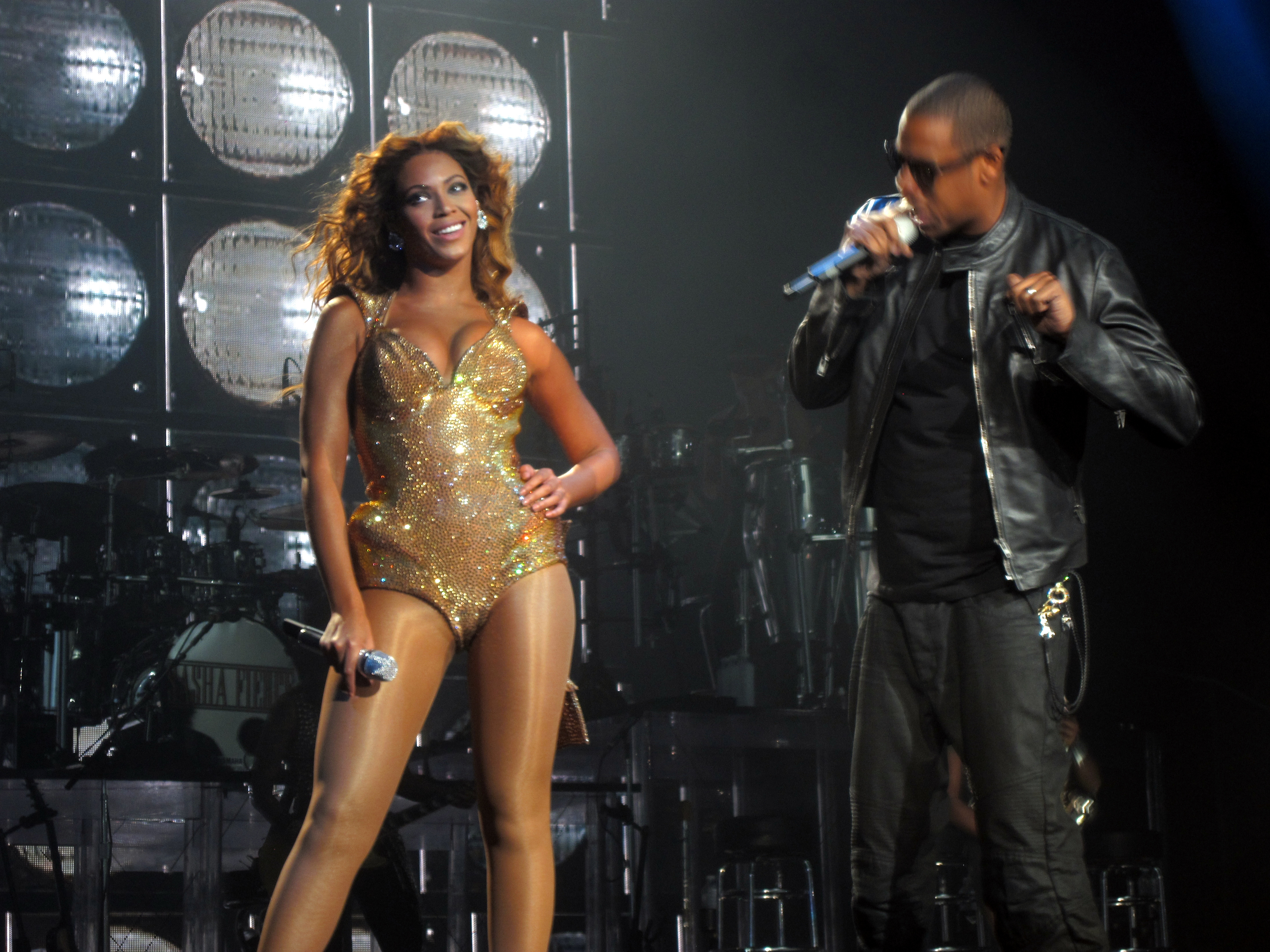
「クレイジー・イン・ラブ」を披露するビヨンセとジェイ・Z（2009年、ロンドン）

「クレイジー・イン・ラブ 」（英: Crazy in Love）は、アメリカ合衆国のR&B歌手、ビヨンセと、ヒップホップ・ラッパー、ジェイ・Zとの共演楽曲である。

## 概要
ビヨンセとジェイ・Z、プロデューサーのリッチ・ハリスンによって作られ、ビヨンセのソロ・デビュー・アルバム『デンジャラスリィ・イン・ラヴ』の先行シングルとなった。この曲のブラスの部分は、1970年にザ・シャイ・ライツが発表した「Are You My Woman (Tell Me So)」からのサンプリングである。
2003年7月8日に、アルバムからの先行シングルとしてリリースされ、アメリカ合衆国とイギリスのナショナルチャートで首位を獲得し、その他の国でもトップ10入りした。この楽曲にはさまざまな批評も受け、ビヨンセ自身も様々な賞を受賞した。
2021年、「ローリング・ストーンの選ぶオールタイム・グレイテスト・ソング500 (The RS 500 Greatest Songs of All Time) 」において、16位にランクされている。

## 収録曲
| いずれも12cmシングル アメリカ版 1. "Krazy in Luv" (Rockwilder remix) – 4:12 2. "Krazy in Luv" (Rockwilder remix instrumental) – 4:12 3. "Krazy in Luv" (Adam 12 So Crazy remix) – 4:30 4. "Krazy in Luv" (Maurice's Nu Soul remix) – 6:27 5. "Krazy in Luv" (Juniors World remix) – 8:09 ヨーロッパ版 1. "Crazy in Love" (single version) – 4:11 2. "Crazy in Love" (album version) – 4:26 | イギリス版 1. "Crazy in Love" (album version) – 3:55 2. "Crazy in Love" (instrumental) – 3:55 3. "Krazy in Luv" (Rockwilder remix) – 4:12 4. "Krazy In Luv" (Lego's Poontin Muzik dub) – 5:39 |

## タイアップ
2002年、ビヨンセはペプシコ社と契約。同社のCMに出演するようになり、この曲もBGMとして使われた。
また、以下の映画のサウンドトラックに収録されている。
- 『ブリジット・ジョーンズの日記 きれそうなわたしの12か月』（2004年）[3]。
- 『最凶女装計画』（2004年）
- 『TAXI NY』（2004年）
- 『噂のアゲメンに恋をした!』（2007年）[4]。

## カバー・リミックス
アジア版『デンジャラスリィ・イン・ラブ』には、ラップがF4のヴァネス・ウーによる北京官話のラップに差し替えられたものもある。
この曲は Rockwilder remix, Maurice's Nu Soul remix, and Juniors World remixといったリミックス版があり、クレイジー・イン・ラブのシングルに収録された。
この曲はさまざまなバンドにカバーされており、イギリスのロックバンドザ・マジック・ナンバーズがこの曲をカバーした際は、オーストラリアのラジオ局 Triple JのLike a Version CD/DVDの第3巻に収録された。アメリカ合衆国のオルタナティブ・ロックバンド、スウィッチフットは、 Yahoo!のCoverArtという企画でこの曲のカバーを行った。スウィッチフットが曲の fundamental elementをいじる際、スウィッチフットは自身の『ロック魂』を込めたとのこと 。スウィッチフットによるカバー版のビデオは Yahoo! Pepsi Smash websiteで見ることができる。
2003年には、アイルランドのシンガー・ソングライターMickey Joe Harteがチャリティアルバム Even Better Than the Real Thing Vol. 1でアコースティックのカバーをした。これ以外にも、オーストラリアの歌手ジェシカ・マーボイ、イギリスの3人組プッピーニ・シスターズ、ポーランドの歌手 Nina Cieślińska,スコットランドのロックバンド スノウ・パトロールもカバーした。
ザ・マジック・ナンバーズ版は2007年にリリースされたスターバックス (Hear Music) のコンピレーションアルバム Sounds Eclectic: The Covers Projectに収録された。Antony and the Johnsonsがツアーでこの曲のカバーを行ったが、レコーディングはされなかった。